# Врсар
Врса́р (хорв. Vrsar, итал. Orsera) — город в Хорватии, на западном побережье полуострова Истрия в Адриатическом море. Население по переписи 2001 года — 1871 человек.

## Общие сведения

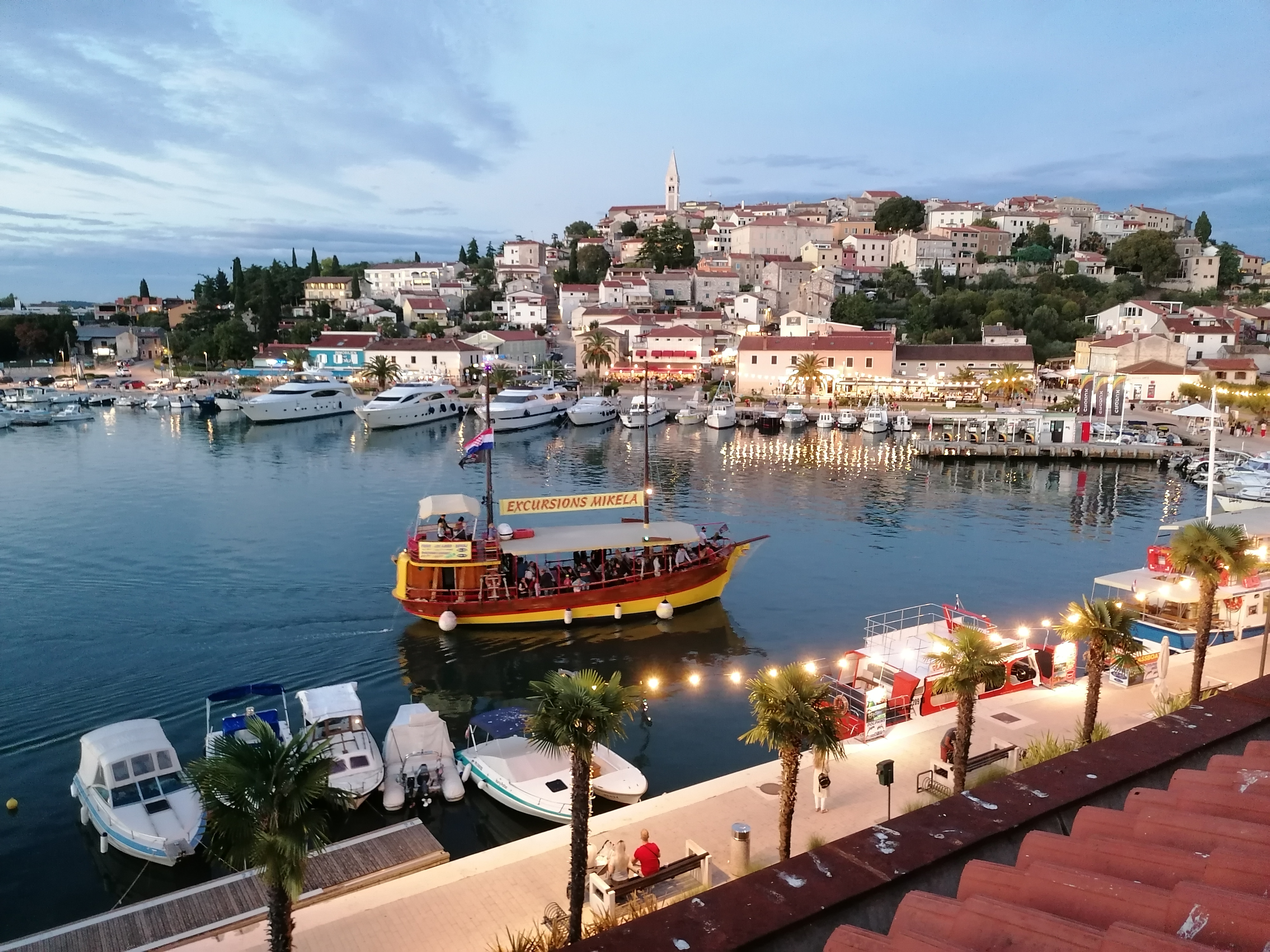
Гавань во Врсаре

Врсар находится на побережье в 10 км к югу от Пореча, к северу от Ровиня и Лимского залива Город основан на месте римского поселения Урсария.
Добраться до Врсара можно практически на любом из автобусов, следующих от Пореча. Ближайший аэропорт находится в городе Пула.
Город известен благодаря своим курортам и гостиничной инфраструктуре. Окрестности города живописны, пляжи хорошо оборудованы. Вдоль линии побережья располагается множество баров, кафе и ресторанчиков.
Отель Коверсада, получивший своё название от расположенного рядом острова, находится в 1,5 км от города и уже несколько десятилетий является одним из центров международного натуризма.

## Этимология

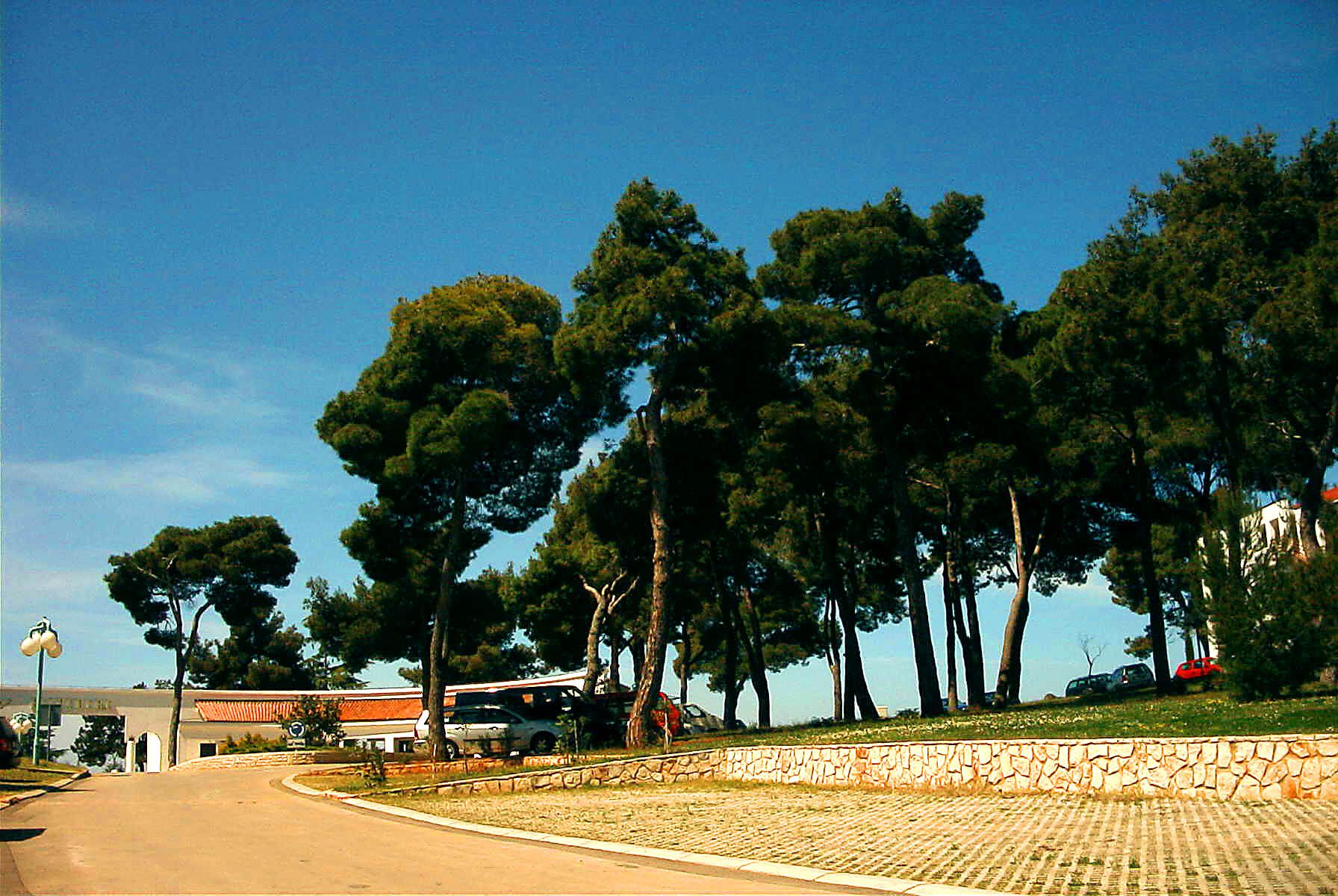
Сосна алеппская во Врсаре

Название города в средневековых документах можно встретить в различных вариантах (Ursaria, Ursarium, Vrsarium, Orsaria).
По всей видимости, оно происходит от лат. ursus «медведь», косвенным подтверждением этого служит герб города.
Итальянское название Orsera также произошло из лат. Ursaria, однако Пьетро Коппо, итальянский географ XVI века, по ошибке связывал его с семьёй Орсини, утверждая, что в память об этой фамилии город и получил своё название. Также имеется версия о прозвании города в честь архиепископа Urso из Равенны.
В раннем средневековье славяне приспособили древнее название к своему произношению.
В хорватском языке звук [u] был преобразован в [v], а окончание -ia исчезло.
Таким образом появилось современное название Vrsar.

## Население
Население Врсара от века к веку меняло свой этнический состав. К современной истории можно отнести массовый выезд из этих мест итальянцев, который произошёл после второй мировой войны, когда Истрия отошла к Хорватии (в составе Югославии). Именно тогда опустевшие деревни заселили переселенцы с острова Брач. В настоящее время Врсар — многонациональный город с преимущественным хорватским населением.

## Достопримечательности[4]
- Городская гавань в её нынешнем виде была сформирована в XIX столетии, когда многочисленные здания вышли за рамки старых городских стен и расположились вплоть до прибрежной линии. В средневековых писаниях места вокруг гавани упоминаются как Фабиан. С XII по XVII столетие здесь располагались склады поречской епархии. От Лимского залива до Фунтаны простирается археологическая зона с остатками римских вилл. Вокруг залива также найдено много общественных зданий той эпохи. Ещё в 1540 году в своих исследованиях Пьетро Коппо отмечал, что «Вдоль бо’льшей части побережья… есть остатки древних строений, которые свидетельствуют о многочисленных зданиях, построенных в этих местах».
- Римские склады и Кладбище были найдены при проведении раскопок в 1928 году. Во времена господства на этих землях Римской империи Врсар являлся важным крупным центром с оживлённой торговлей, об этом свидетельствует и прямоугольное здание склада длиной около 70 метров, найденное при раскопках. С южной стороны мыса Монтракер, который ограничивает городскую гавань с севера, также найдены остатки римского кладбища. По обыкновению пепел от сожжённых трупов помещался в урны и закапывался. В связи с этим весьма ценной находкой стала надгробная плита, отнесённая археологами ко второму столетию. Единственный памятник такого рода, найденный при раскопках в этих местах, был установлен любящим мужем на могиле жены.
- Церковь Св. Георгия стоит на одноимённом островке недалеко от городской гавани. Отремонтированная в 1995 году, она изменила свой первоначальный вид, увеличенная апсидом. Некоторые историки выдвигают предположение, что древний римский город Ursaria был расположен именно на этом островке. Об этом свидетельствует и копия римской карты, созданной между III и IV столетием, однако археологические исследования на островке ещё не проводились.
- Церковь Св. Фоски — церковь, построенная в первой половине XVII столетия в стиле ренессанс с некоторыми элементами барокко. Названа во имя христианской мученицы III века. Фасад здания эпохи Возрождения и двери, ведущие в храм, выглядят довольно-таки просто. Изначально в верхней части здания размещались два колокола: первый из них был изготовлен в XVI столетии на венецианском литейном заводе и был снят во время первой мировой войны, а впоследствии заменён на колокол, изготовленный в 1922 году на литейном заводе Lapagna в итальянском городе Триест, второй, с изображениями Св. Фоски, лика Мадонны и распятия, изготовлен в 1680 году. Во времена Второй мировой войны оба колокола были сняты итальянцами, однако не использовались в военных целях и впоследствии были размещены на колокольне приходской церкви Св. Мартина. Недавно церковь Св. Фоски была отремонтирована. Внутреннее убранство храма украшает картина «Мученичество Св. Фоски», датированная XVII столетием. Особый исторический интерес также представляют могильные плиты с гербами и текстами на латыни. Перед главным алтарём находится могила священника-хорвата Луки Проданича (Luka Prodanić), умершего в 1659 году.
- Базилика Пресвятой Девы Марии XII века — одна из немногих сохранившихся на территории Истрии церквей, является интереснейшим памятником в романском стиле. Существует предположение, что на её месте в римские времена находилась вилла Рустика, включавшая в себя загородный дом и здание фермы. Между VIII и XII столетиями церковь не раз реконструировалась, подтверждение чему можно найти, внимательно изучив её стены. После XII столетия здание принимает вид, дошедший до нашего времени. Последняя реконструкция была проведена в 1969 году. В верхней части фасада здания, выполненного в типичном романском стиле, размещено круглое окно, в одноарочной звоннице, расположенной на восточной стороне здания, висит колокол, отлитый в 1922 году на заводе Lapagna в итальянском городе Тиест. Рядом с северной стеной храма можно увидеть остатки старого кладбища (новое было открыто в 1900 году за городской чертой). Полутемный интерьер базилики, разделённый на три нефа тяжёлыми арками романского стиля и монолитными круглыми колоннами, выглядит внушительно и создаёт атмосферу старых христианских церквей. Восточная часть интерьера заканчивается тремя апсидами. Пол не имеет ценного покрытия и это может быть связано с поднятием его уровня при реконструкции. В пользу этого визуального впечатления говорят и относительно невысокие колонны, нарушающие романскую гармонию церковного интерьера. В прошлом пол был покрыт могильными плитами с начертанными на них текстами на латыни. Одна такая плита была сохранена в церковной пресвитерии. Внутренние стены ранее были украшены фресками на религиозную тему. Исполненные в IX—X столетиях, в XVI веке неизвестным художником они были перерисованы заново. Базилика, богато украшенная ранее, дошла до нашего времени в полном запустении — статуя Девы Марии, датированная XIV столетием, украдена около 20 лет назад, картины кисти старинных венецианских мастеров также исчезли. Уцелела лишь живопись, представляющая Деву Марию и лики святых. В 1177 году папа римский Александр III, следуя из Венеции в Анкону, останавливался во Врсаре на 3 дня и служил мессу в этом здании.
- Старинная христианская церковь — храм, расположенный неподалёку от базилики Девы Марии и сохранивший до нашего времени мозаичные фрагменты пола, датированные IV столетием, является самым старым христианским зданием на территории Истрии. Первые христиане, появившиеся в этих местах во II—III столетии, по-видимому, совершали церемонии богослужения в частных зданиях. Вероятнее всего, данная базилика была сооружена в IV столетии, после того, как Император Константин своим миланским указом провозгласил религиозную терпимость на территории Римской империи. Фрагменты храма были раскопаны в 1935 году итальянским археологом Марио Мирабелла Роберти (Mario Mirabella Roberti). Здание церкви типично для старинной христианской архитектуры и первоначально представляло собой прямоугольное строение, в VI столетии дополненное апсидой. Пол храма был покрыт многоцветными мозаиками, украшенными старинной иконографией, отображавшей главным образом цветочные (листья, венки, корзины с виноградом) и животные (рыбы, павлины, голуби) мотивы. Центральная часть пола состоит из 73 кругов, связанных между собой. Во времена вторжения славян (VII столетие) базилика была практически полностью уничтожена, а её сохранившаяся часть преобразована в оливковый завод. В настоящее время фрагменты здания покрыты землёй и не доступны для осмотра.
- Приходская Церковь Св. Мартина — история создания храма довольно длинна — его фундамент был заложен в 1804 году и лишь 19 марта 1935 года состоялось его освящение епископом поречским Трифаном Педерзолли. Изначально запланированная постройка колокольни была реализована лишь в 1991 году. Три нефа здания опираются на четыре столба. Пресвитерий включает в себя две арки, украшенные картинами религиозной тематики, выполненными в 1946 году Antonio Macchi. В первой арке они воссоздают сцены из жизней Св. Мартина и Св. Фоски, во второй — преобладают изображения растительности (цветов и деревьев), овец и ангелов.
- Безлюдный замок — летняя резиденция епископов Пореча XII—XIII в.в., — является монументальным дворцовым сооружением и расположена в непосредственной близости от приходской церкви Св. Мартина. Изначально на этом месте в XII—XIII столетии был сооружён скромный дворец в романском стиле, который по прошествии определённого времени был восстановлен, была увеличена его площадь и укреплены стены. В архитектуре дворца, дошедшей до нашего времени, можно наблюдать хитрое сплетение стилей от романского до барокко. С южной стороны здания находятся 2 башни (в одной из которых, вероятнее всего, располагалась тюрьма), предназначенные для ведения наблюдения. Сам дворец имеет большое количество комнат, предназначенных как для хозяев, так и для слуг и гостей. На первом этаже располагались прессы для отжима масла, водные цистерны, духовые печи, конюшня, а также складские помещения для хранения сельскохозяйственной продукции, выращенной в епископских владениях вокруг города. В трудные времена (во время эпидемий чумы или военных действий) епископы предпочитали оставлять Пореч и на время переезжать во Врсар. Например, во время бунта 1299 года в Порече, епископ Бонифациус нашёл здесь своё убежище. Некоторые епископы вообще использовали этот замок как постоянного места жительства. Здесь также нашли своё вечное пристанище епископы Руггиеро Тритони (Ruggiero Tritoni) и Жанбатиста де Жудице (Gianbattista de Giudice). В 1778 году в связи с отменой права на собственность, епископами поречскими дворец был передан в государственную собственность Венецианской республики. В XIX столетии дворец был передан семье патриция Верготтини (Vergottini). В течение XX столетия дворец постепенно разрушается и в данный момент требует срочной реставрации.
- Городские ворота, являющиеся ранее частью городских стен, расположены в восточной части города в непосредственной близости от Церкви Св. Фоска. Некогда они выполняли функцию главного входа в укреплённый город, за стенами которого вплоть до XIX столетия находилось лишь несколько отдельно стоящих зданий и церковь. Выполненные в романском стиле с тщательно вырезанной полукруглой аркой, ворота были построены приблизительно в XIII столетии. Их кованые двери сделаны из истрийского дуба. Над аркой расположен щит, на котором присутствует цветок и миниатюрное изображение льва — символа венецианской республики. Лев, крылья которого подняты, а хвост опущен, в своих лапах держит закрытый томик Библии, что говорит о его воинственном настрое (открытая книга символизирует мирный настрой). Это изображение напоминает венецианских львов XIV—XVI столетия, поэтому точно установить дату его появления на воротах не представляется возможным. Первые такие львы появились на общественных зданиях города в конце XIII — начале XIV столетия. Не может не заслужить внимания и версия, по которой лев мог появиться на своём теперешнем месте после 1778 года, когда Венеция приняла Врсар от Епископов Поречских (с X по XVIII столетие город принадлежал к их епархии). Перед воротами расположено здание школы, построенной в XIX столетии.
- Малые городские ворота были построены в XIII столетии. В то время в строительстве на полуострове Истрия преобладал романский стиль. Сооружение состоит из тринадцати каменных блоков с точно вырезанной полукруглой аркой и деревянными створками, сделанными из местного дуба. Над аркой можно наблюдать сохранившийся фрагмент городских стен, на котором размещён герб с изображением льва, подобный размещённому на главных воротах. Вероятнее всего, что оба льва сделаны одним и тем же художником. В правой верхней части ворот замуровано два металлических ядра, которыми, возможно, со стороны английских судов был обстрелян город, занятый наполеоновской армией в начале XIX века.

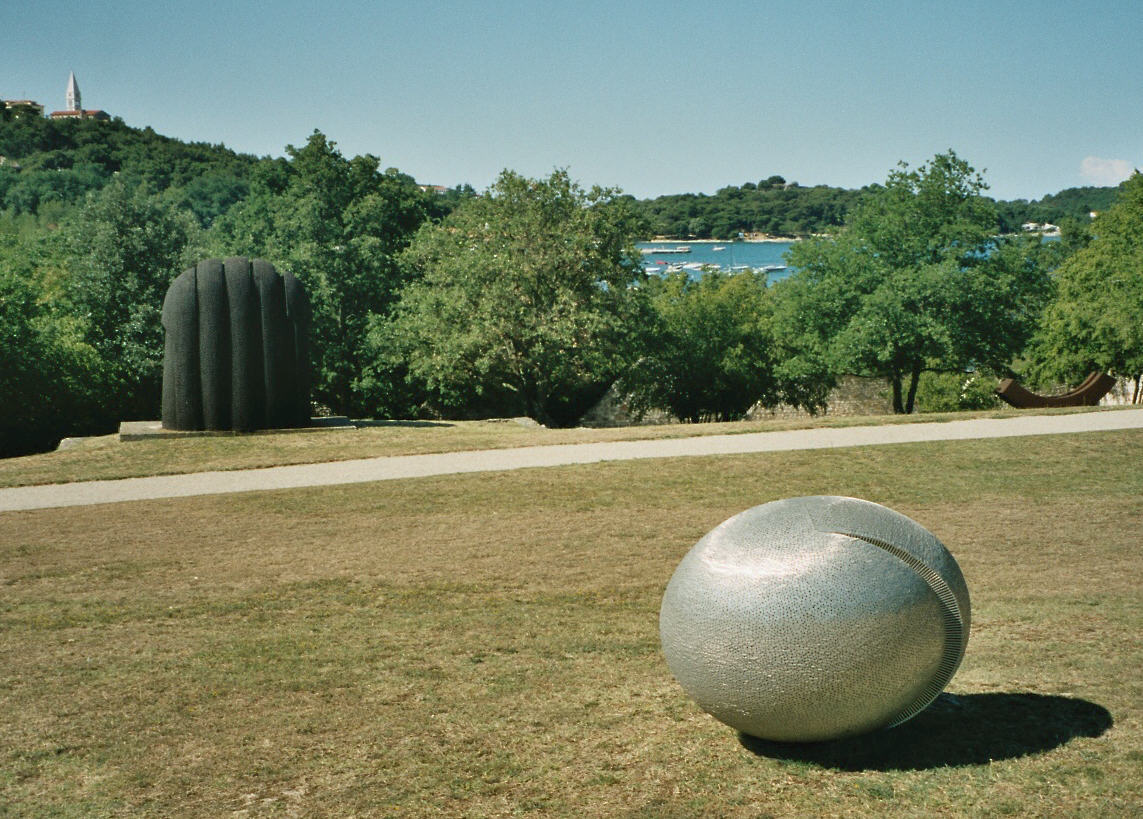
Парк скульптур в городе Врсар

- Церковь Святого Антония постройки второй половины XVII века, расположена недалеко от малых городских ворот. Здание выполнено в смеси стилей барокко и ренессанс. Не особо выразительный фасад, помимо прямоугольной входной двери, включает в себя 2 квадратных окна, расположенных от неё по разным сторонам. Над фасадом возвышается колокольня, в которой в 1657 году, через год после открытия храма, был установлен небольшой колокол, богато украшенный изображениями Св. Антония и других святых. Перед входом в церковь расположена терраса с деревянной крышей, установленной на десяти каменных колоннах с соединяющими их арками. Арки — типичные элементы архитектуры Истрии XIV—XIX столетия — являются своеобразным расширением места, занимаемого храмом. Верующие, которые не смогли войти в переполненную церковь во время службы, могли разместиться здесь и в то же время спрятаться от палящего зноя и дождя. Терраса также использовалась в качестве ночлега теми, кто не успел попасть в город до закрытия главных ворот и как место проведения открытых судебных заседаний. В настоящее время внутренний интерьер храма восстановлен и в нём проходят летние художественные выставки.

В августе во Врсаре проходят Международные дни скульптуры (неподалёку от города есть парк скульптур известнейшего хорватского архитектора Dušan Džamonja, работающего в стиле модерн).

## Природа

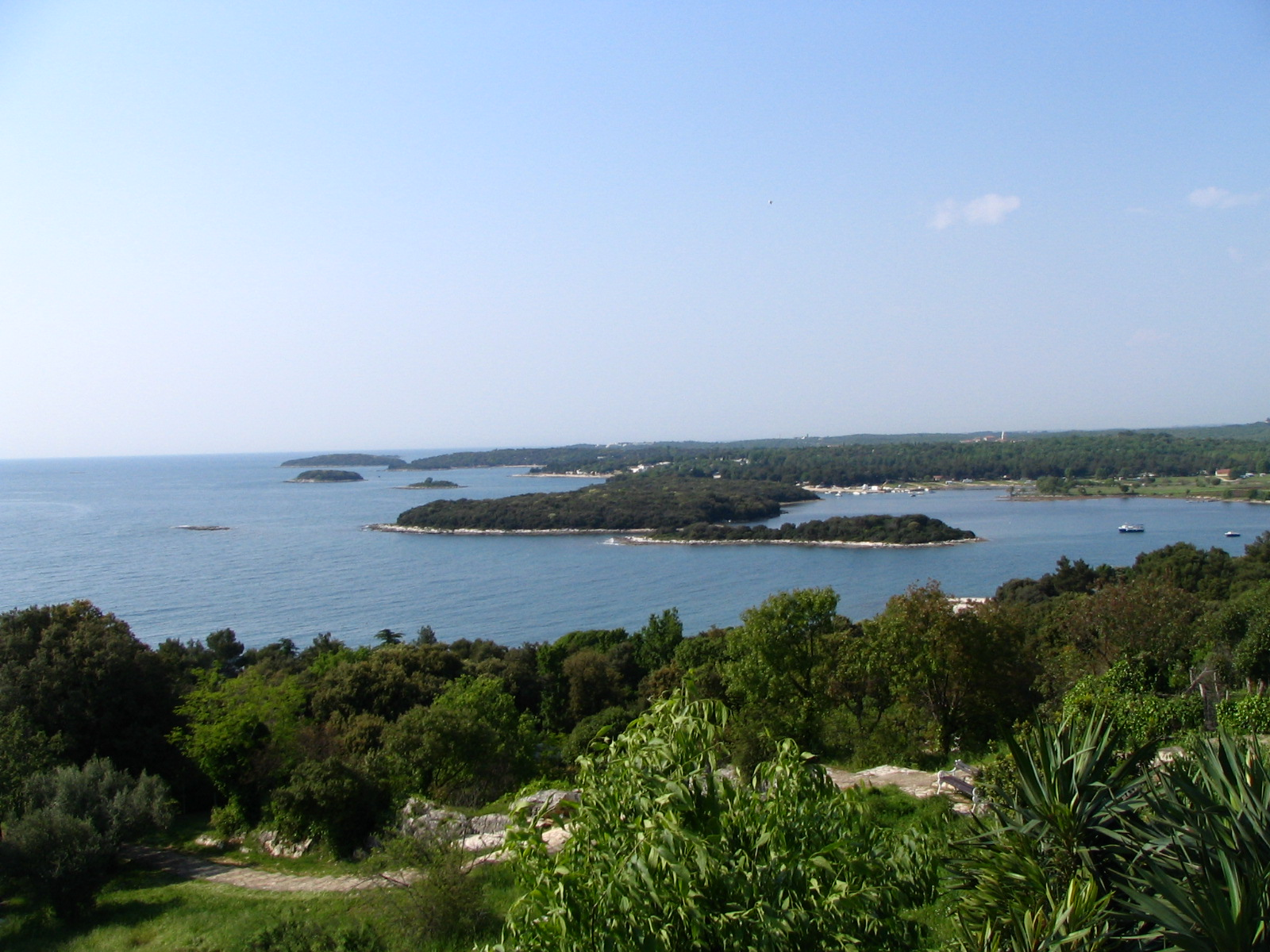
Острова вокруг Врсара

Вокруг Врсара располагается живописный архипелаг небольших островов.

## Климат
Климат Врсара — средиземноморский, с мягкой зимой и теплым продолжительным летом. Средняя температура воздуха зимой составляет +12 °C, а летом +24 °C.

## Интересные факты
Многие дома в Венеции были построены именно из врсарского камня. Многие хорватские храмы, дворцы и дома, построенные из местного белого камня, были разобраны до основания венецианцами (в период их господства над этими территориями) и вывезены. Таким образом, все белокаменные здания Венеции построены из бывших хорватских храмов. Фундаменты многих венецианских зданий сделаны из дубов, вырубленных на Истрии.